# Православ'я у Великій Британії
Православ'я у Великій Британії охоплює діяльність східних та візантійських церков, які присутні на території Англії, Уельсу, Шотландії та Північної Ірландії. Станом на 2004 рік в країні налічувалося близько 350 000 православних, які обслуговуються приблизно 350 парафіями та молитовними будинками .

## Історія
Перші письмові згадки про православних у Великій Британії датуються XVI–XVII століттями. У 1617–1624 роках у Лондоні перебував митрополит Критопольський Митрофан Критопуло, який разом з патріархальними представниками організував богослужіння для осілої грецької громади.
У 1676 році група грецьких біженців під проводом Данила Вульгаріса звершила богослужіння у храмі Успіння Пресвятої Богородиці в лондонському районі Сохо. У XVIII столітті почалася діяльність православних приходів у Лондоні та Манчестері, пов’язана з появою торговельних і дипломатичних представництв Грецької, Російської та Української церков.
У XIX столітті з Російської імперії до Лондона та інших міст почали прибувати політичні емігранти й інтелігенція, що сприяло утворенню перших постійних російських приходів та активізації міжконфесійних контактів.
XX століття відзначилось новими хвилями міграції з Греції, Східної Європи та Балкан. У 1944 році в Чизвіку було відкрито кафедральний Собор Різдва Пресвятої Богородиці та святих царствених мучеників.

## Структура та юрисдикції
Сучасна православна спільнота Великій Британії належить до кількох автокефальних і автономних юрисдикцій:
- Архієпископія Фіотеїри та Великої Британії (Вселенський патріархат) [2]
- Єпархія Сурож (Московський патріархат) [2]
- Сербська православна єпархія Великої Британії та Скандинавії [2]
- Антіохійська православна єпархія Великій Британії та Ірландії [2]
- Румунська православна єпархія у Великій Британії [2]
- Українська автокефальна та діаспорна православні спільноти (Українська автокефальна православна церква, Київський патріархат, Українська православна церква МП) [3]

## Статистика та громади
Станом на початок XXI століття в Англії, Уельсі, Шотландії та Північній Ірландії налічувалось понад 48 зареєстрованих православних приходів та молитовних будинків. Основні скупчення вірних зосереджені в Лондоні, Манчестері, Глазго, Бірмінгемі та інших великих містах.

## Відомі храми та собори
- Свято-Софійський грецький собор (Лондон)
- Собор Різдва Пресвятої Богородиці та святих царствених мучеників (Чизвік) [1]
- Російський православний собор святого Миколая та преподобної Марії Магдалини (Чизвік)
- Антіохійський собор святого Ігнатія Богословa (Лондон)
- Український катедральний собор Різдва Пресвятої Богородиці (Чизвік)